# مقضم الجناحين
مُقضم الجناحين أو مُسنّن الجناحين (الاسم العلمي: Trogonoptera)، جنس من فراشات الأجنحة الطائرة من الغابات المطيرة في شبه جزيرة تاي-ملايو وبورنيو وناتونا وسومطرة وبالاوان وجزر صغيرة مختلفة غرب سومطرة. حجمها الكبير وألوانها المذهلة يجعلها ذات قيمة عالية لدى هواة جمع الفراشات. هناك ثلاثة نظريات على الأقل حول سبب امتلاك هذه الفراشات مثل هذه العلامات المميزة على أجنحتها: (1) الأشكال الرمحية الخضراء/السوداء المتبادلة تحاكي الأشواك الحادة؛ (2) الأشكال الرمحية الخضراء تحاكي نمط تمويه ورقة السرخس عندما تستريح الفراشة؛ (3) عند الطيران، تحاكي العلامات السوداء والخضراء علامات ريش طائر عريض المنقار الأخضر أثناء الطيران. توجد أنواع طائر عريض المنقار الأخضر الثلاثة في بورنيو في نفس الموائل التي توجد فيها فراشة جناح الطائر راجا بروك، والتي توجد من الأراضي المنخفضة المشجرة حتى 2000 متر على جبل كينابالو. لاحظ عدد من المراقبين أن جميع فراشات جناح الطائر في بورنيو كبيرة جدًا لدرجة أنك تُخطئ بسهولة وتظنها طيور أثناء الطيران. من غير المرجح أن يهاجمها طائر يبحث عن حشرة ليأكلها. إذا كان نمط جناح الفراشة يحاكي ريش عريض المنقار، فسيكون ذلك حالة من تقليد مولر لأن كلا النوعين لديهما أجنحة مغطاة بأنماط تشبه الأشواك. بالإضافة إلى ذلك، فإن طيور عريض المنقار محمية بسبب مناقيرها الكبيرة والفراشة لأنها سامة. قد يُفسر تطور الألوان الزرقاء في شكل Trogonoptera brookiana hecata وفي Trogonoptera trojana بوجود طيور الجنية الزرقاء في موائلها.

## الأنواع
يُعرف نوعان في هذا الجنس:
- Trogonoptera brookiana – جناح طائر راجا بروك
- Trogonoptera trojana – جناح طائر مثلثي